# بي إم دبليو إي9
بي إم دابليو إي 9 (BMW E9) هي مجموعة من سيارات كوبيه أطلقتها بي إم دابليو بين أعوام 1968 و1975 مع محرك مصنع من قبل شركة كارمان. كان الطرح الأول عبارة عن تحديث لنموذج بي إم دابليو 2000 سي إس (وهو جزء من مجموعة الطبقة الجديدة لبي إم دابليو) الذي تم إنتاجه للمرة الأولى في 1962.
كانت سلسلة إي9 بشكل عام ناجحة في سباقات السيارات، خاصةً النموذج 3.0 CSL، وقد حققت نجاحات مميزة في بطولة سباق السيارات الأوروبية، وساهم هذا في إضفاء لمحة عن اتجاه بي إم دابليو لتكون مُنتج مهم للسيارات الرياضية في العقود اللاحقة.
في مطلع عام 1976 استُبدِلت المجموعة بسيارة إي24 وهي الجيل الأول من بي إم دبليو الفئة السادسة.

## الأصل: بي إم دبليو 2000 سي
قدم المصنع نموذجي بي إم دبليو 2000 سي وبي إم دبليو 2000 سي إس في سنة 1965. وكما هو الحال في سيارات الفئة الجديدة لبي إم دبليو، فقد قدم النموذجين كسيارات كوبيه ذات هياكل مصنعة بواسطة شركة كارمان وفيما بعد قدم محرك ذو مازج واحد بسعة 2 لتر شبيه بمحرك نموذج M10 وكان هذا تقديمًا حديثًا وقتها، وبلغت قوة المحرك 100 حصان (75 كيلو وات)، مع إتاحة اختيار الناقل اليدوي أو الآلي. أما نموذج 2000 سي إس فهو يحتوي على محرك ذي مازجين بقوة 120 حصان (89 كيلو وات) ومتاح فقط بالناقل اليدوي.

## 2008 سي إس
حل النموذج 2800 سي إس بديلاً للنماذج 200 سي و2000 سي إس وذلك في سنة 1968. قام المصنع بزيادة الطول وقاعدة المحرك لتسع المحرك الجديد وقتها إم30 في حين بدت مقدمة السيارة شبيهة بسيارة سيدان إي3. لم يطرأ تغيير على محور الدوران حيث تم استخدام محاور دوران شبيه بما قبلها في سيارات الفئة الجديدة لبي إم دبليو. امتازت السيارة بكونها أفضل في الأداء مقارنةً بالنماذج السابقة وكذلك كونها أقل وزنًا مع محرك بسعة 2.788 سي سي وقوة 125 كيلووات (168 حصان) مع 6000 دورة في الدقيقة.

## 3.0 سي إس/سي إس آي
حلّ نموذجا 3.0 سي إس و3.0 سي إس آي محل نموذج 2800 سي إس في سنة 1971.

## 3.0 سي إس إل

BMW 3.0 CSL
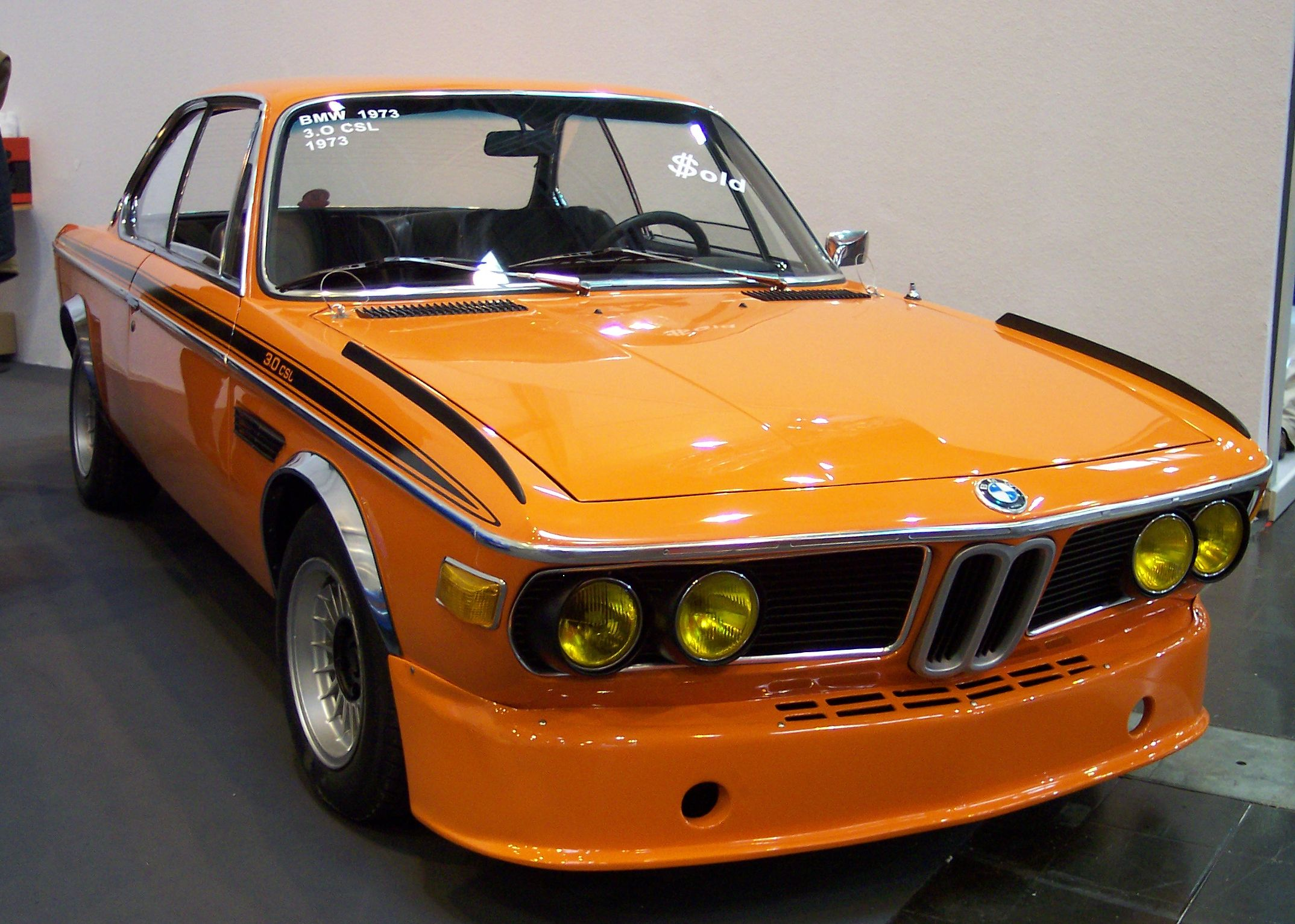
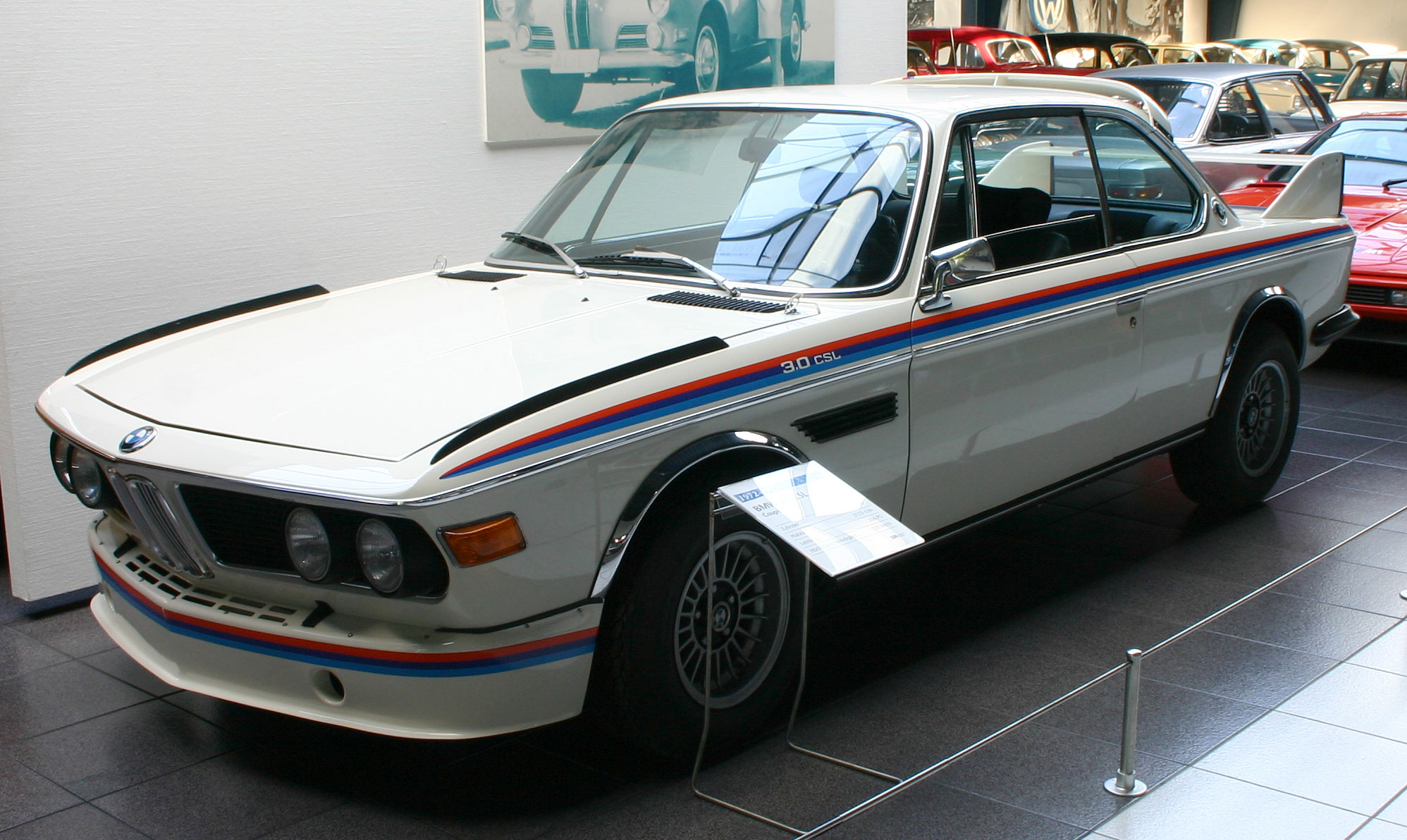
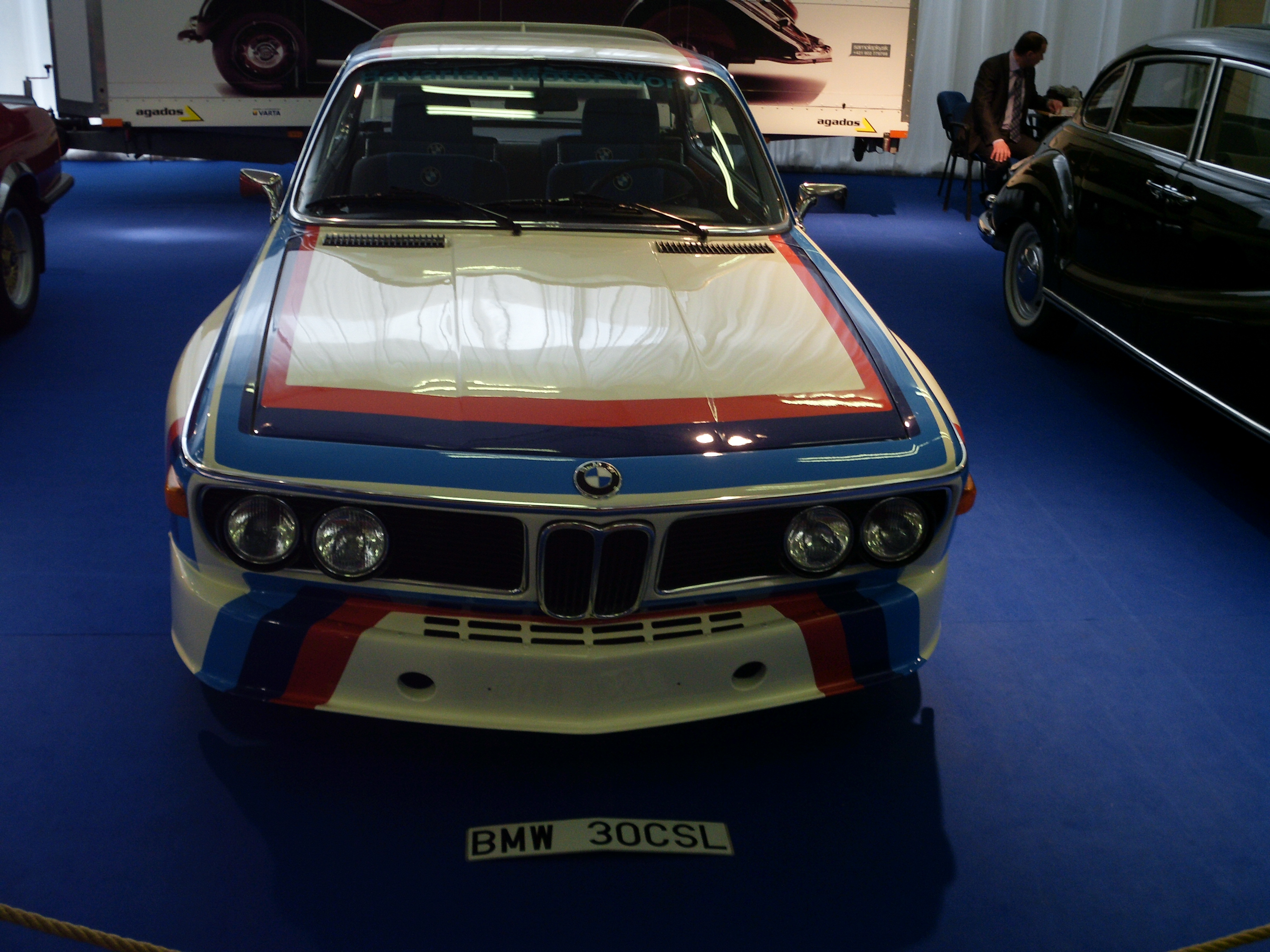
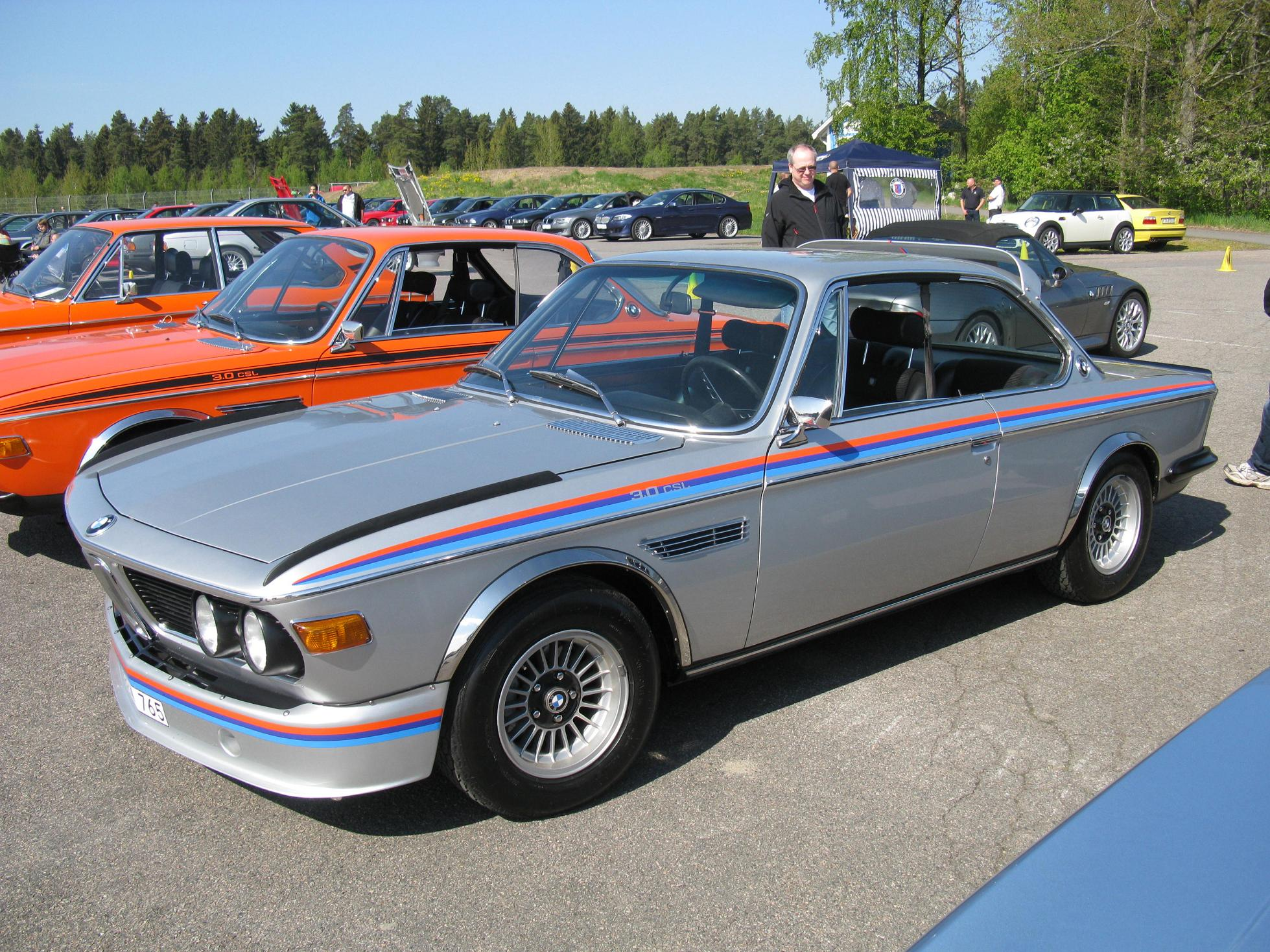
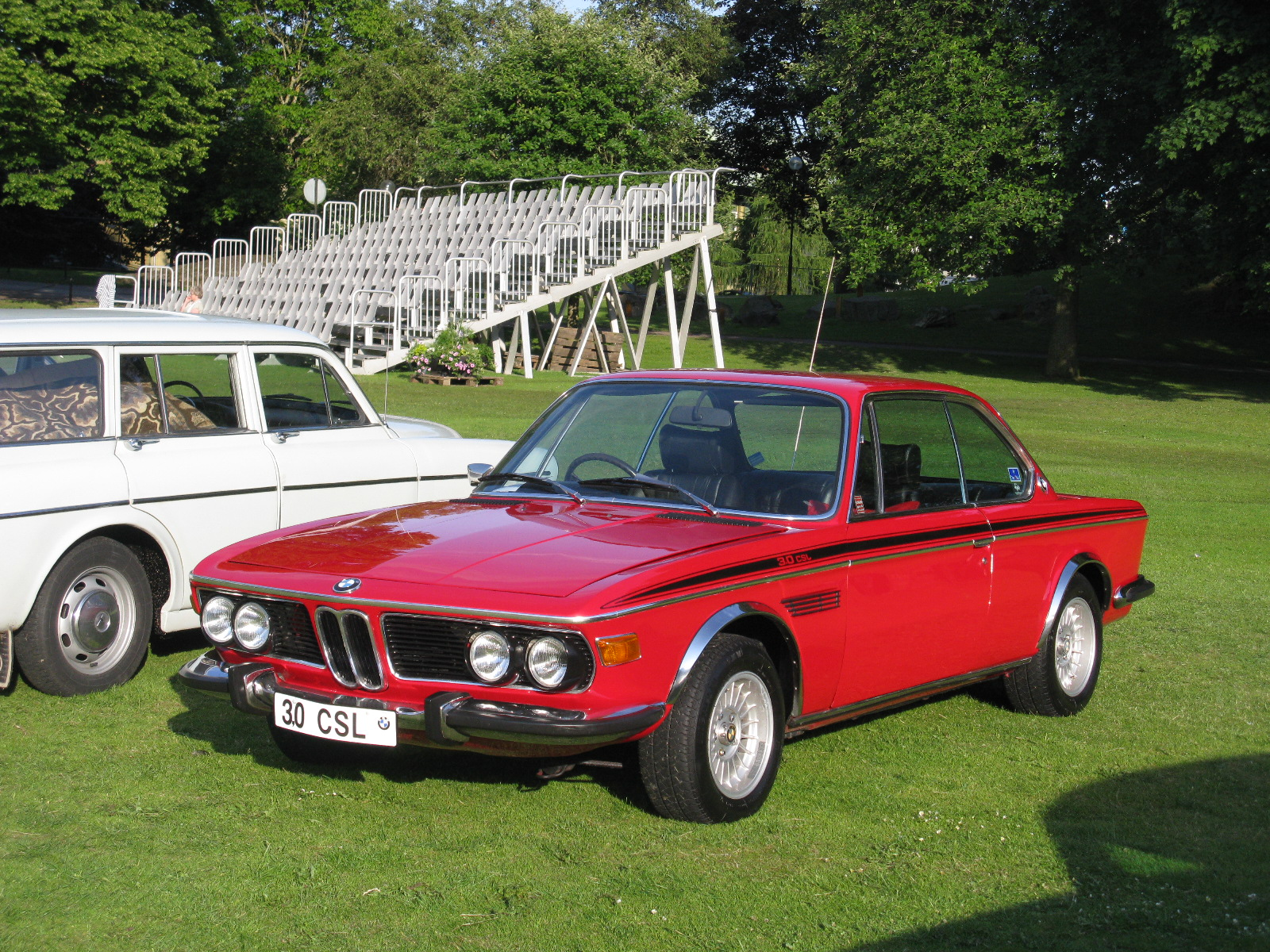

قدمت سيارة 3.0 سي إس إل لتكون مخصصة لبطولة سباق السيارات الأوروبية وصُنع منها 1.265 نسخة. يشير حرف «إل» إلى كلمة «خفيف» بالألمانية وبذلك يختلف عن النماذج السابقة حيث كان الحرف يشير إلى كلمة «طويل». قام المصنع بتخفيف وزن السيارة عبر استخدام صلب أكثر نحافة لبناء هيكل السيارة  وألغى عزل الصوت واستخدم أبواب من سبائك الألومنيوم ونوافذ من مادة بليكسيجلاس (بولي ميثيل ميثاكريلات).

تم تصدير 500 سيارة من النموذج إلى المملكة المتحدة لكن ليس بنفس خفة الوزن كالسيارات الأخرى، وذلك لأن المستورد أصرّ على الإبقاء على عزل الصوت والنوافذ الكهربية، ولم تباع السيارة في الولايات المتحدة.

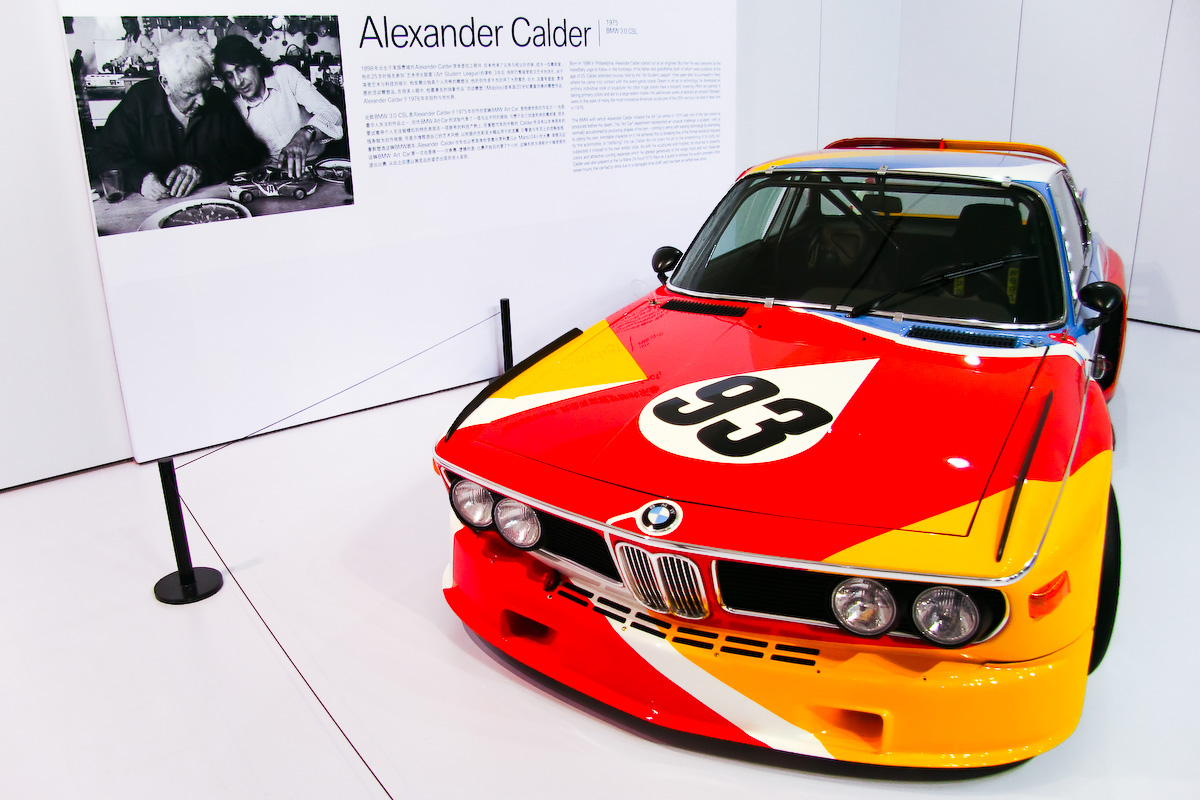
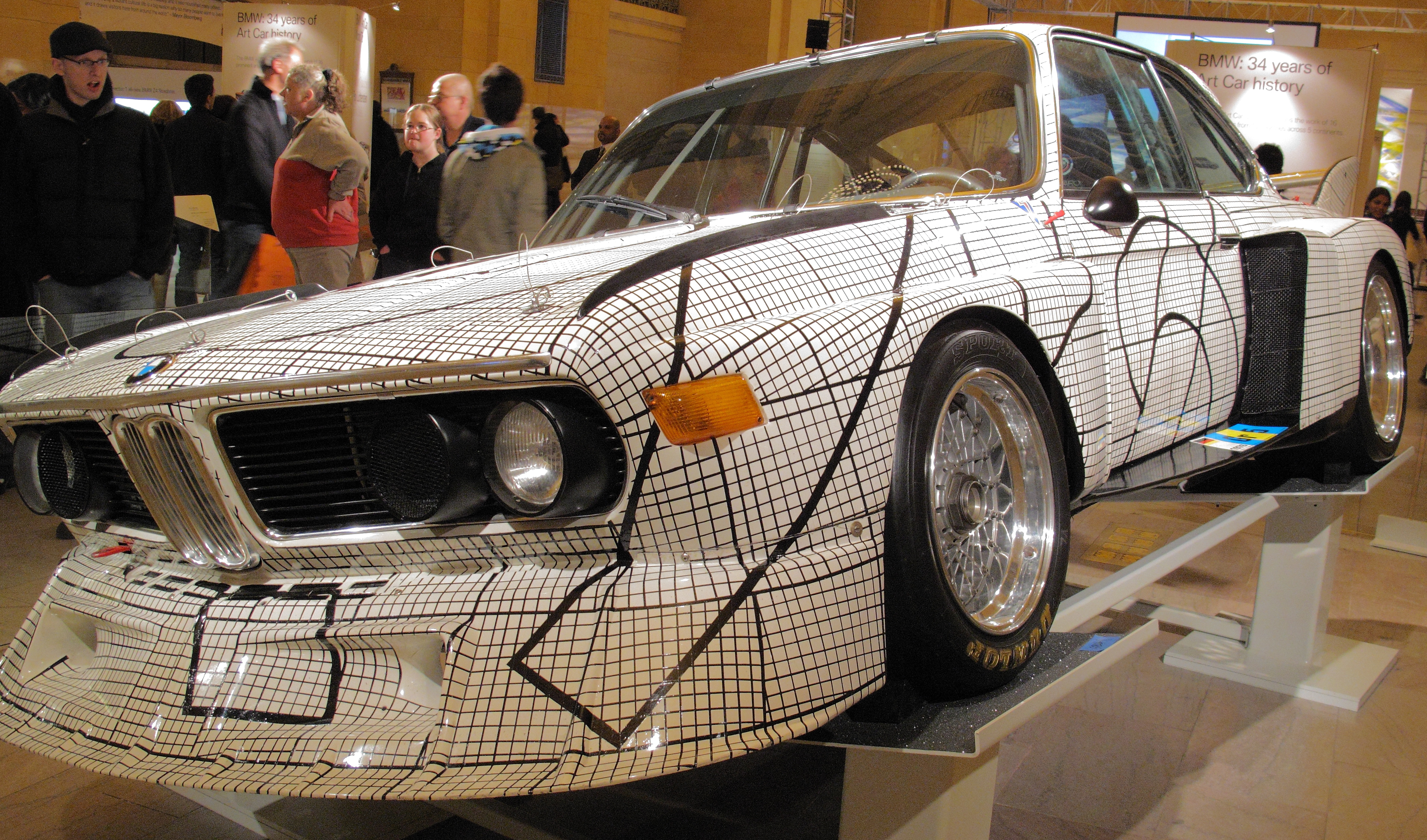

كانت السيارة أول نموذج تفتتح به الشركة مشروعها المسمى بسيارات بي إم دابليو الفنيّة، والذي يرسم فيه الفنانون لوحاتهم على السيارات، وقد أنجزت 19 سيارة في هذا المشروع حتى عام 2017. وبدأت ذلك سنة 1975 عندما رسم النحاتان الأمريكيان ألكساندر كالدر وفرانك ستيلا على سيارتين 3.0 سي إس إل.

## المبيعات
| اسم النموذج / السنة        | 1968 | 1969 | 1970 | 1971 | 1972 | 1973 | 1974 | 1975 | إجمالي الوحدات |
| -------------------------- | ---- | ---- | ---- | ---- | ---- | ---- | ---- | ---- | -------------- |
| 2800 CS                    | 138  | 2534 | 3353 | 276  |      |      |      |      | 6283           |
| 2800 CSA                   |      | 787  | 1089 | 73   |      |      |      |      | 1949           |
| 3.0 CS                     |      |      |      | 1974 | 1172 | 779  | 267  | 263  | 4455           |
| 3.0 CSA                    |      |      |      | 520  | 1215 | 1169 | 355  | 408  | 3667           |
| 3.0 CSi                    |      |      |      | 1061 | 2999 | 2741 | 579  | 555  | 7935           |
| 3.0 CSiA                   |      |      |      |      | 2    |      |      |      | 2              |
| 3.0 CSi RHD                |      |      |      |      |      | 66   | 128  | 13   | 207            |
| 3.0 CSiA RHD               |      |      |      |      |      | 69   | 139  | 7    | 215            |
| 3.0 CSL                    |      |      |      | 169  | 252  | 287  | 40   | 17   | 765            |
| 3.0 CSL RHD                |      |      |      |      | 349  | 151  |      |      | 500            |
| 2.5 CS                     |      |      |      |      |      |      | 272  | 328  | 600            |
| 2.5 CSA                    |      |      |      |      |      |      | 101  | 143  | 244            |
| 2800 CS USA                |      | 43   | 415  | 183  |      |      |      |      | 641            |
| 2800 CSA USA               |      | 36   | 403  | 87   |      |      |      |      | 526            |
| 3.0 CS USA                 |      |      |      | 132  | 411  | 450  | 375  |      | 1368           |
| 3.0 CSA USA                |      |      |      | 60   | 377  | 314  | 438  |      | 1189           |
| الناتج الإجمالي لإنتاج إي9 | 138  | 3400 | 5242 | 4353 | 6777 | 6026 | 2694 | 1734 | 30,546         |